# Coppa Italia Primavera 1988-1989
La Coppa Italia Primavera 1988-1989 è stata la diciassettesima edizione del torneo riservato alle squadre giovanili iscritte al Campionato Primavera. Il detentore del trofeo era il Torino.
La vittoria finale è andata al Torino per la quinta volta nella sua storia (la seconda consecutiva).